# Constance Fenimore Woolson

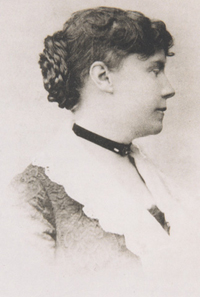
Constance Fenimore Woolson

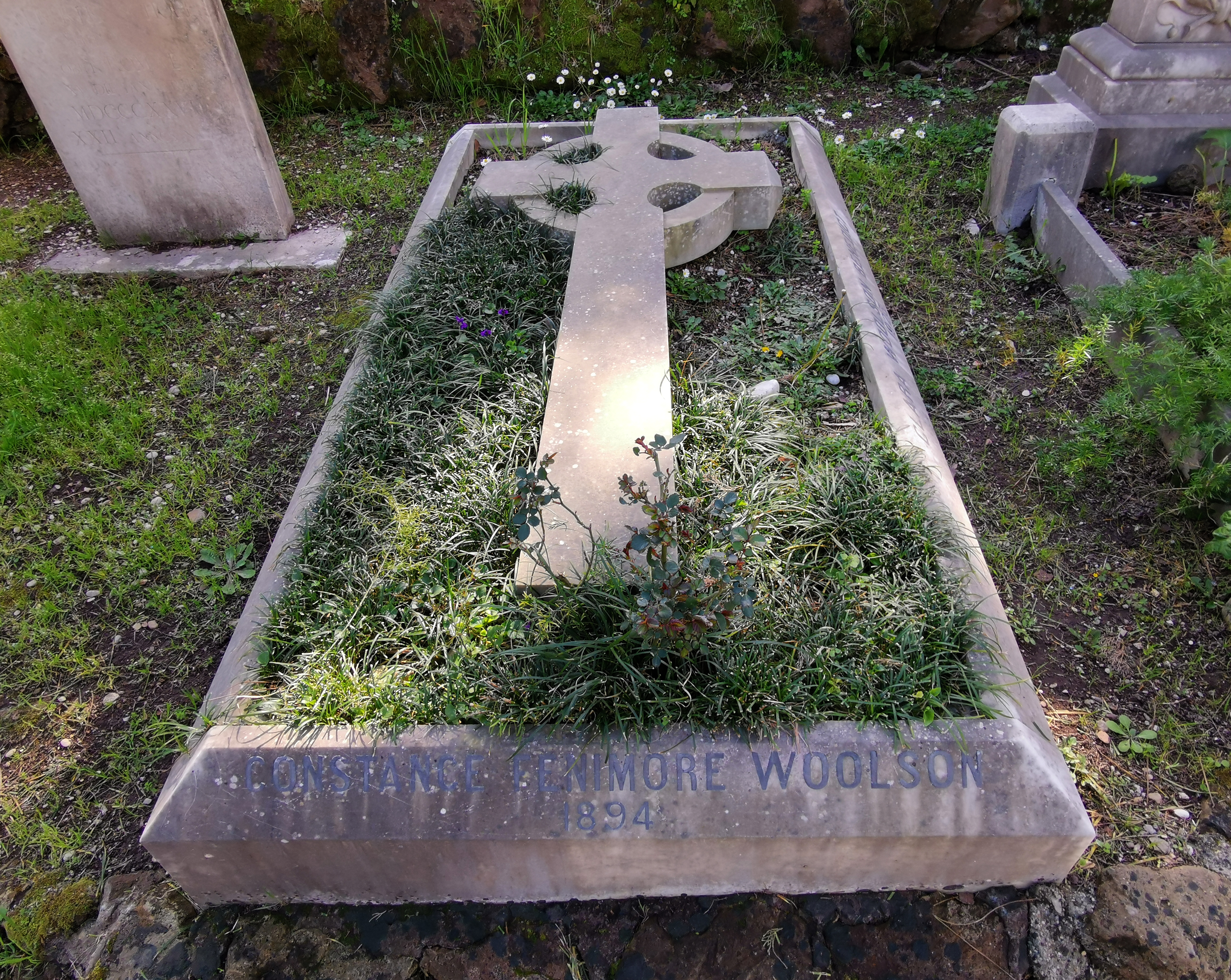
Grab auf dem Nichtkatholischen (Protestantischen) Friedhof Rom

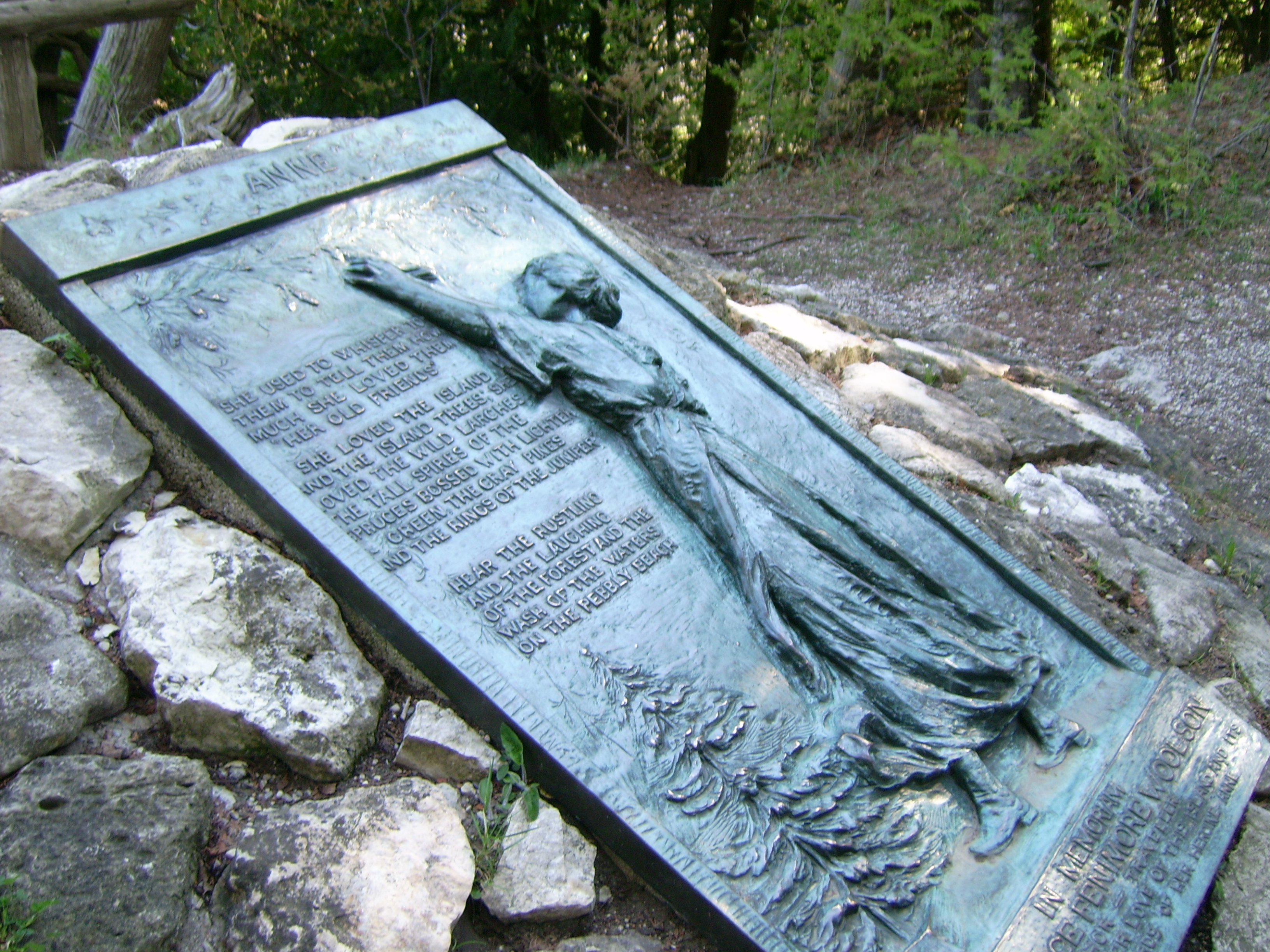
Gedenktafel für Constance Fenimore Woolson von William Ordway Partridge (1916) auf Mackinac Island

Constance Fenimore Woolson (* 5. März 1840 in Claremont, New Hampshire; † 24. Januar 1894 in Venedig) war eine US-amerikanische Schriftstellerin.

## Leben
Die Großnichte von James Fenimore Cooper verzog mit ihren Eltern früh nach Cleveland, erhielt dort zunächst ihre Schulausbildung am Young Ladies’ Seminary sowie später an der Madame Chegary’s French School in New York City.
Nach dem Tode ihres Vaters begann sie 1869 ihr schriftstellerisches Debüt und ließ sich 1873 mit ihrer Mutter bis 1879 in Florida nieder. Nachdem auch ihre Mutter 1879 verstorben war, wanderte sie nach England aus. Dort schrieb sie zunächst Beiträge für Zeitschriften, ehe sie in den folgenden Jahren mehrere Romane veröffentlichte wie Anne (1882), For the Major (1883), East Angels (1886), Rodman the Keeper (1886) sowie Castle Nowhere: Lake-Country Sketches (1886).
Fenimore Woolson war eine Freundin und Förderin des Schriftstellers Henry James. Literaturgeschichtliche Biographien spekulieren darüber, ob sie unter James’ Distanziertheit litt, der sich als „sexuellen Selbstversorger“ bezeichnete. Auch, ob ihr Ableben ein Unfall war, oder ob sie, von Depressionen gequält, den Freitod wählte, ist nicht eindeutig geklärt. Sie stürzte aus dem Fenster ihrer im vierten Stock gelegenen Wohnung in Venedig. Woolsons Grab ist auf dem Protestantischen Friedhof in Rom.
Nur sechs Jahre nach ihrem Tod wurde sie 1900 für eine Aufnahme in die Hall of Fame for Great Americans nominiert, der US-amerikanischen Ruhmeshalle in New York City.

## Ins Deutsche übersetzte Werke
- Constance Fenimore Woolson: Fräulein Kummer/Miss Grief. Zweisprachige Ausgabe: Deutsch/Englisch. Calambac Verlag, Saarbrücken [2019], ISBN 978-3-943117-03-5